# Anderson Paredes
Pour les articles homonymes, voir Paredes.
Paredes  López est un nom espagnol. Le premier nom de famille, en général paternel, est Paredes ; le second, en général maternel, souvent omis, est López.
Anderson Timoteo Paredes López (né le 20 mars 1995 à Puerto Ayacucho) est un coureur cycliste vénézuélien.

## Palmarès et résultats

### Par année
- 2013
  -  Champion du Venezuela du contre-la-montre juniors
  - 2e du championnat du Venezuela sur route juniors
- 2015
  - 2e du Tour du Trujillo
  - 3e du championnat du Venezuela du contre-la-montre espoirs
- 2016
  -  Champion du Venezuela sur route espoirs
  -  Champion du Venezuela du contre-la-montre espoirs
  - 5e étape du Tour du Trujillo
  - 2e du Tour du Trujillo
  - 3e du championnat du Venezuela du contre-la-montre
- 2017
  -  Champion du Venezuela sur route espoirs
  - 2e du championnat du Venezuela du contre-la-montre espoirs
  - 2e du Tour du Venezuela
  -  Médaillé d'argent de la course en ligne des Jeux bolivariens
  - 3e de la Vuelta a la Independencia Nacional
  - 3e du championnat du Venezuela sur route
- 2018
  - 2e étape du Tour de Bramón
  - 3e du Tour du Venezuela
- 2021
  - 6e étape du Tour du Táchira
  - 1re étape de la Vuelta a Lara
  - 2e du Tour de l'Équateur
- 2022
  - Tour de Bramón :
    - Classement général
    - 1re et 4e étapes

  - Gatorade Bici Rock
  - Tour de La Guaira :
    - Classement général
    - 1re et 2e (contre-ka-montre) étapes

  - Vuelta a Tovar :
    - Classement général
    - Prologue, 2e, 4e et 5e étapes
- 2023
  - Tour de Bramón :
    - Classement général
    - 3e étape (contre-la-montre)

  - 2e étape du Tour Andina Stereo
  - 2e du Clásico Virgen de la Consolación de Táriba
- 2024
  -  Champion du Venezuela sur route

### Classements mondiaux
| Année                                 | 2015 | 2016 | 2017 | 2018  | 2019  | 2020 | 2021  | 2022  | 2023  | 2024 |
| ------------------------------------- | ---- | ---- | ---- | ----- | ----- | ---- | ----- | ----- | ----- | ---- |
| Classement mondial                    |      | 974e | 855e | 1635e | 1707e | nc   | 1390e | 1254e | 3069e | 673e |
| UCI America Tour                      | 295e | 87e  | 40e  | 176e  | 254e  | nc   | 218e  | 163e  | nc    | 72e  |
|                                       |      |      |      |       |       |      |       |       |       |      |
| Légende : nc = non classéSource : UCI |      |      |      |       |       |      |       |       |       |      |